# The Circle (album, Bon Jovi)
The Circle je jedenácté studiové album americké hard rockové hudební skupiny Bon Jovi, vydané v říjnu roku 2009.

## Seznam skladeb
1. "We Weren't Born to Follow" (Jon Bon Jovi, Richie Sambora) - 4:03
2. "When We Were Beautiful" (Jon Bon Jovi, Sambora, Billy Falcon) - 5:18
3. "Work for the Working Man" (Jon Bon Jovi, Sambora, Darrell Brown) - 4:04
4. "Superman Tonight" (Jon Bon Jovi, Sambora, Falcon) - 5:12
5. "Bullet" (Jon Bon Jovi, Sambora) - 3:50
6. "Thorn in My Side" (Jon Bon Jovi, Sambora) - 4:05
7. "Live Before You Die" (Jon Bon Jovi, Sambora) - 4:17
8. "Brokenpromiseland" (Jon Bon Jovi, Sambora, John Shanks, Desmond Child) - 4:57
9. "Love's the Only Rule" (Jon Bon Jovi, Sambora, Falcon) - 4:38
10. "Fast Cars" (Jon Bon Jovi, Sambora, Child) - 3:16
11. "Happy Now" (Jon Bon Jovi, Sambora, Child) - 4:21
12. "Learn to Love" (Jon Bon Jovi, Sambora, Child) - 4:39

## Sestava
- Jon Bon Jovi - zpěv
- Richie Sambora - kytara, doprovodný zpěv
- Hugh McDonald - baskytara, doprovodný zpěv
- Tico Torres - bicí, perkuse
- David Bryan - klávesy, doprovodný zpěv